# Reuteroscopus pallidiclavus
Reuteroscopus pallidiclavus är en insektsart som beskrevs av Knight 1965. Reuteroscopus pallidiclavus ingår i släktet Reuteroscopus och familjen ängsskinnbaggar. Inga underarter finns listade i Catalogue of Life.